# An Cafe
 (avril 2008).
Si vous disposez d'ouvrages ou d'articles de référence ou si vous connaissez des sites web de qualité traitant du thème abordé ici, merci de compléter l'article en donnant les références utiles à sa vérifiabilité et en les liant à la section « Notes et références ».
Pour les articles homonymes, voir Antic.
An Cafe (ou Antic Cafe) (アンティック－珈琲店－（カフェ）, Antikku Kafe) est un groupe de rock japonais d'oshare kei.

## Histoire

### Débuts (2003-2004)
Antic Cafe est formé en mai 2003 par le chanteur Miku, le guitariste Bou et le bassiste Kanon. Malgré l'absence d’un batteur, ils commencent à se produire sur scène lors de festivals. C'est alors qu'An Cafe réussit à attirer l'attention en jouant avec d’autres groupes indépendants. Ils en profitent pour distribuer les deux demo-tapes OPU-NGU et Uzumaki senshokutai/Hatsukoi, en nombre très limité.
Au même moment, Teruki décide de quitter Feathers-blue pour devenir un membre à part entière d’An Cafe. La formation fait plusieurs festivals tout au long du reste de l’année. L’image qu'ils dégagent ainsi que leurs chansons optimistes captivent certains fans enthousiastes qui les surnomment An Cafe.
L'année 2003 était une sorte d'essai pour eux. Fort de leur succès, leur carrière musicale débute réellement en 2004. Le groupe sort son premier maxi-single Candy Holic avec le label Loop Ash, en mars. Leur single se place deuxième dans le classement Oricon indies une semaine après sa sortie.
Ils font en mai, au Takadanobaba AREA, un concert en solo pour la première fois. Intitulé Happy Birthday Tsuyu, il se déroule à guichet fermé et le public reçoit gratuitement le single Hatsukoi.
Les mois suivants, ils font de nombreuses tournées, enregistrent √69, Cosmos puis deux singles pendant des concerts : Touhikairo et Tourai – café-. De plus, ils participent à six compilations. Le magazine SHOXX produit aussi un DVD/VT spécial avec eux.
En décembre, An Cafe termine son année par une courte tournée qui se clôture par des dates au Takadanobaba AREA et au Yokohama akarenga hall.

### Shikisai MomentetMagnya Carta(2005-2006)
Leur premier mini-album Amedama rock sort en février 2005, il y regroupe leur précédent singles. 
L'été 2005 est marqué par la trilogie de singles à une piste : Tekesuta Kousen, Escapism et Merrymaking (un single sort chaque mois). Ces singles seront alors regroupés sur l'album Shikisai moment, édité en novembre 2005.
Leur popularité ne cesse de croitre, en 2006, grâce à de nouveaux singles et à un autre album. Leurs tournées sont habituellement sold-out comme le NYAPPY GO AROUND qui compte dix dates en mars. À la fin de l’année, ils sont à l’affiche du festival NACK5 BEAT SHUFFLE LIVE SIDE 2006 ~8th Anniversary~ avec Nightmare, Alice Nine et MUCC. En 2007, An Cafe remplit toujours aussi bien les salles pendant ses oneman et compte même participer au festival J-SHOCK du 23 juin à Cologne en Allemagne, avec BiS, Girugämesh et Guitar Wolf.

### Nouveaux membres,Gokutama Rock Cafeet tournées mondiales (2007-2008)
Peu après, Bou décide de quitter soudainement le groupe. Un concert lui est dédié le 30 avril. Malgré son absence, An Cafe est présent, début juin, à une convention américaine où les membres répondent aux questions des fans et font une séance de dédicaces.
An Cafe change alors de registre avec l'intégration des deux membres, Takuya et Yu-ki (au clavier).
Le groupe continue les concerts : il joue à Séoul le 11 et 12 août et compose avec ses nouveaux membres les singles Kakusei heroism ~THE HERO WITHOUT A 'NAME'~ et Ryuusei Rocket. Par la suite, il entame une troisième tournée comptant une vingtaine de dates.
Quelques mois plus tard, ils reviennent en Europe à l'occasion de leur tournée Live Cafe Tour '08 - Nyappy go around the world. Ils font des concerts en Allemagne, Finlande, Suède, Espagne, France et au Royaume-Uni. Ce Live Cafe Tour se termine au Japon en mai, avant qu'ils ne retournent aux États-Unis pour la convention Fanime.

### Fin du groupe et autres projets (2009-2012)
En 2009, le groupe annonce un arrêt de ses activités après leur performance au Nippon Budokan du 4 janvier 2010. Les raisons de cet arrêt ne sont pas officiellement connues.
Tous les membres du groupe se tournent alors vers de nouveaux projets musicaux; Miku en tant que chanteur du groupe LC5 ; Kanon s'est orienté avec Kanon Wakeshima vers leur groupe KanonxKanon ; Takuya avec Piko et Yuuki avec Dacco. Teruki enfin, après avoir été batteur de session de Dog In The Parallel World Orchestra, est désormais batteur de session dans Spyralcall.

### Reformation du groupe (2012-2019)
Après cette pause de trois ans, le groupe s'est officiellement reformé le 1er avril 2012. Dans la foulée, ils partent faire une tournée mondiale nommée NYAPPY GO AROUND THE WORLD III～TADAIMA o(≧∀≦)o OKAERI o(≧∀≦)o～.
Pour les 10 ans du groupe en 2013, An Cafe entame une tournée japonaise et sort trois singles.
En juin 2018, les membres annoncent, a l'exception de Miku, leur volonté de quitter définitivent le groupe. Ils se séparent en janvier 2019.

## Formation

### Membres actuels

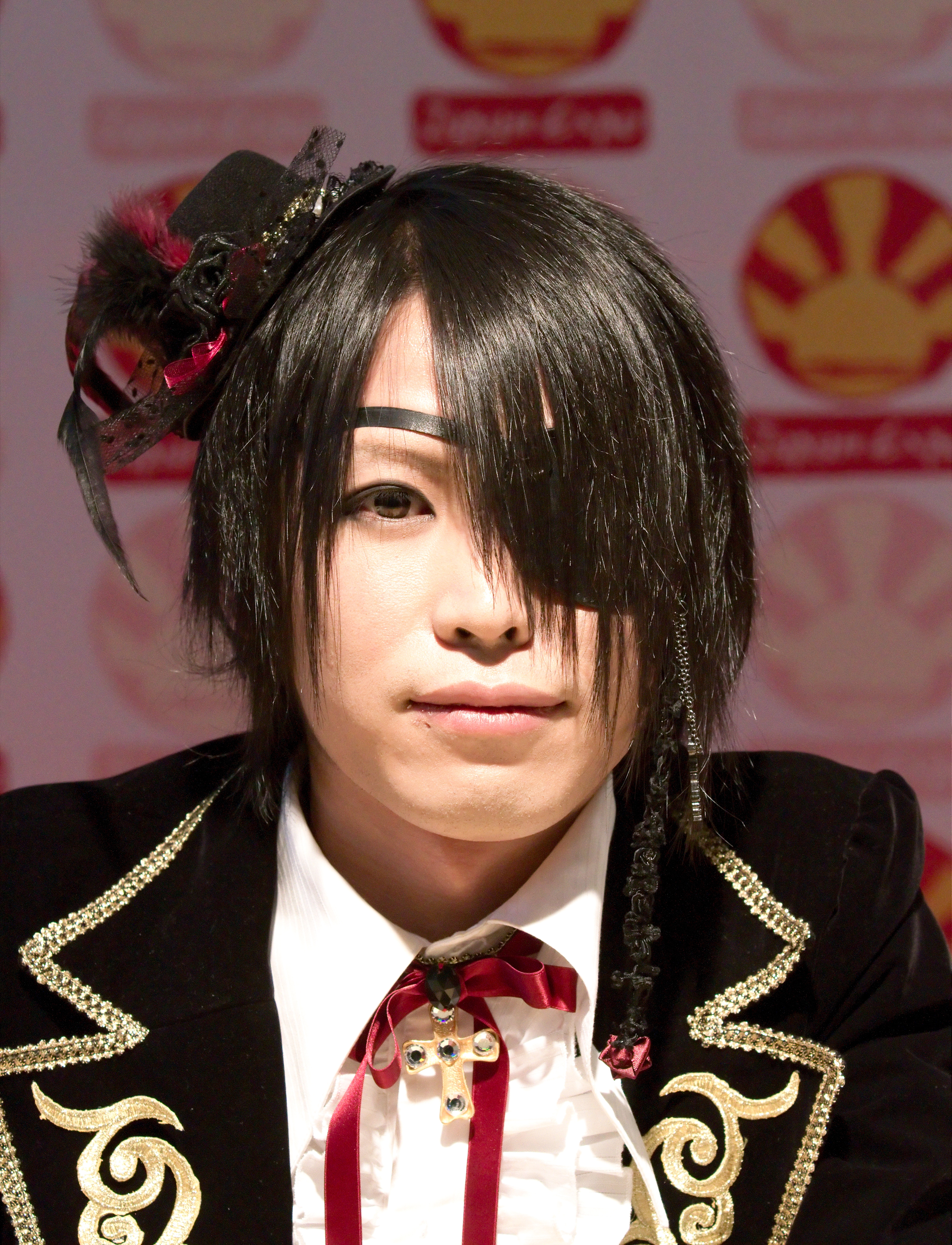
Kanon, en 2010.

- Miku (みく?), né le 5 janvier 1984 : Chant (2003-)
- Kanon (カノン?), né le 5 juillet 1984 : Basse (2003–)

- Teruki (輝喜?), né le 8 décembre 1980 : Batterie (2003–)
- Takuya (タクヤ?), né le 2 février 1988 : Guitare (2007–)
- Yuuki (ゆうき?), né le 29 août 1986 : Synthétiseur (2007–)

### Anciens membres
- Bou (坊?), né le 16 septembre 1983 : guitare (2003 – 2007)

## Discographie

### Albums et Mini-Albums
- Amedama Rock (飴玉ロック, amedama rokku?)(2005)
- Shikisai Moment (色彩モーメント, shikisai momento?) (2005)
- Magnya Carta (マグニャカルタ, magunyakaruta?) (2006)
- Gokutama Rock Cafe (極魂ROCK CAFE?) (2008)
- Koakuma Usagi no Koibumi to Machine Gun (小悪魔ＵＳＡＧＩの恋文とマシンガン, Koakuma usagi to mashingan?),  (2008)
- Harajuku Dance Rock (原宿ダンスロック, harajuku dansurokku?) (2009)
- BB parallel world (BBパラレルワールド?) (2009)
- amazing blue (2012)
- Hikagyaku ZiprocK (非可逆ZiprocK) (2013)

### Singles et Maxi-singles
- Candy Holic (キャンデーホリック)(Maxi-Single) (2004)
- Hatsukoi (初恋) (Single) (2004)
- Tikomy Yu Henko!!!(Maxi-Single) (2004)
- Touhikairo (Single) (2004)
- Cosmos (コスモス)  (Maxi-Single) (2004)
- -café- (Single) (2004)
- Karakuri Hitei (Maxi-Single) (2005)
- Tekesuta Kousen (テケスタ光線)  (Single) (2005)
- Escapism (エスカピスム)  (Single) (2005)
- Merry Making (メリメイキング)  (Single) (2005)
- Bonds Kizuna-GOGOGO! (BondS ~絆~)  (Single) (2005)
- 10's Collection March (Maxi-Single) (2006)
- Sekoo Hikku Az Ekoi(Terokka) (Maxi-Single) (2006)
- Smile Ichiban ii Onna  (スマイル一番 イイ♀) (2006)
- Nyappy Challenge (Single) (2007)
- Kakusei Heroism ~The hero without a 'name'~  (覚醒ヒロイズム)　 (Single + DVD) (2007)
- Ryuusei Rocket (流星ロケット)  (Single + DVD) (2007)
- Cherry Saku Yuuki!! (Cherry咲く勇気) (Single + DVD) (2008)
- Summer dive  (2008)
- My heart leaps for C (2008)
- Aroma　 (2009)
- Natsukoi★NatsuGame (夏恋★夏GAME) (2009)
- Bee Myself Bee Yourself ~Jibun rashiku kimi rashiku umareta story wa hajimattenda~ / Tekesuta kosen ~Anti-Aging ver~ (Bee Myself Bee Yourself ～自分らしく君らしく生まれたストーリーは始まってんだ～) (12.06.2013)
- Itai Onna~NO PAIN, NO LOVE? JAPAIN GIRLS in LOVE~ (イタイ女～NO PAIN,NO LOVE? JAPAIN GIRLS in LOVE～) (10.07.2013)
- RO-MAN~Let's make precious love~ (狼MAN ～Let’s make precious love～) (14.08.2013)

### DVD
- Like an cafe (DVD - PV's) (2004)
- 20051203 Shikisai A On (20051203色彩亜音) (2005)
- Yagai de nyappy (野外でニャッピー) (2004)
- Hibiya on ★the★ o New Sekaî (HIBIYA ON★ザ★御NEW世界) (2006)
- Nyappy Go Around Fever (2008)
- AnCafesta '08 Summer Dive (2008)
- Live Cafe - Tour '08 Nyappy Go Around the World (2009)
- Live Cafe 2010 King of Harajuku Dance Rock Ikinari Nyappy Legend (2010)
- Ancafesta '12 Summer Dive~Daikoukai jidai~ (ANCAFESTA'12 SUMMER DIVE ～大航海時代～) (2013)

### Démos
- OPU-NGU (2003)
- Uzumaki Senshokutai/Hatsukoi (2003)